# Ruppia didyma
Ruppia didyma är en natingväxtart som beskrevs av Olof Swartz och Johan Emanuel Wikström. Ruppia didyma ingår i Natingsläktet och i familjen natingväxter. Inga underarter finns listade.